# قائمة أعلام فيرماخت وهير (1933–1945)
تُظهر هذه المقالة قائمة بأعلام الفيرماخت والهير الألمانية التي تم استخدامها في السنوات ما بين عامي 1933 و1945 من قبل الرايخويهر الألماني، وفيرماخت وهير.

## أعلام القيادة العلياللرايخويهروالفيرماخت
| العلم | تواريخ    | تعيين                                                  | وصف |
| ----- | --------- | ------------------------------------------------------ | --- |
|       | 1933-1935 | علم القيادة لوزير الرايخويهر                           | تم تقديم العلم في 14 مارس 1933 واستخدم حتى 23 يوليو 1935. منصب وزير الرايخويهر والقائد العام للفيرماخت تم عقده منذ 30 يناير 1933 بواسطة فيرنر فون بلومبرج. |
|       | 1935      | علم القيادة ل وزارة الرايخويهر والقائد العام للفيرماخت | اعتمد في 23 يوليو 1935 واستخدم حتى 5 أكتوبر 1935. تم تغيير الاسم إلى وزارة الحرب الرايخ في 21 مايو 1935. |
|       | 1935-1938 | علم القيادة ل وزارة الرايخويهر والقائد العام للفيرماخت | اعتمد في 5 أكتوبر 1935 واستخدم حتى 4 فبراير 1938. بعد إقالة بلومبرغ في فبراير 1938، تولى أدولف هتلر نفسه منصب القائد العام للفيرماخت. |
|       | 1938-1945 | المعيار الشخصي لأدولف هتلر كقائد عام للفيرماخت         | المعيار الشخصي لأدولف هتلر، تم تبنيه في 11 أبريل 1935، واستخدم أيضًا لتمثيل القائد العام للفيرماخت بعد إقالة بلومبيرج. منذ 19 ديسمبر 1941، كان بمثابة علم القيادة للقائد العام للجيش، بعد تولي هتلر المنصب. |
|       | 1938-1941 | علم القيادة لرئيس القيادة العليا للقوات المسلحة        | مع الافتراض المباشر للقيادة على الفيرماخت بواسطة هتلر، تم حل وزارة الحرب الرايخ واستبدالها بالقيادة العليا للفيرماخت الذي تم إنشاؤه حديثًا. كان رئيسها من البداية حتى نهاية الحرب ، فيلهلم كيتيل. تم اعتماد العلم في 6 أغسطس 1938 واستخدم حصريًا على السيارات. كان لها نفس الأبعاد على النحو التالي.                                                                                 |
|       | 1941-1945 | علم القيادة لرئيس القيادة العليا للقوات المسلحة        | تم تقديمه في 7 أبريل 1941، بعد ترقية كيتيل إلى المشير الميداني في 19 يوليو 1940. كما تم استخدام العلم فقط على السيارات. كان لديها نسبة طول إلى ارتفاع من 5 إلى 3. من الناحية العملية، كان ارتفاعه 30 سم وطوله 45 سم وله شق بعمق 15 سم. في الدائرة المركزية البيضاء كان هناك اثنين من حراس الميدان المتقاطعين، حيث تم وضع نسر إمبراطوري. جلس هذا على إكليل، تضمن صليب معقوف مستقيم. |

## أعلام القيادة العليا للأراضي المحتلة
| العلم | تواريخ    | تعيين                            | وصف |
| ----- | --------- | -------------------------------- | --- |
|       | 1940-1945 | علم قائد لميليتربهلبسهابر        | كان Militärbefehlshaber رئيسًا لجميع المنشآت المدنية في الأراضي المحتلة (الشرطة ، الإدارة ، إلخ) وعضوًا في الفيرماخت. كان العلم مربعاً الشكل، ولكن ليس له حجم محدد بشكل جيد. |
|       | 1940-1945 | علم قائد ل Wehrmachtbefehlshaber | كان الفيرماختبيهلشابر رئيسًا لجميع الوحدات العسكرية في منطقة محتلة لا تخضع للإدارة العسكرية. كان العلم مربعاً الشكل، ولكن ليس له حجم محدد بشكل جيد.                         |

## أعلام القيادة العلياللهير
| العلم | تواريخ    | تعيين                                  | وصف |
| ----- | --------- | -------------------------------------- | --- |
|       | 1933-1935 | علم للقائد الأعلى للجيش                | تم استخدامها بين فبراير 1934 ويونيو 1935 مع علم تعيين قائد قيادة الجيش. تم شغل منصب القائد العام للجيش من عام 1932 إلى عام 1938 من قبل فيرنر فون فريتش.                                         |
|       | 1935-1941 | علم للقائد الأعلى للجيش                | في عام 1938 تولى فالتر فون براتشويتش القيادة. عندما أصبح أدولف هتلر نفسه قائدًا للجيش ، في 19 ديسمبر 1941. وبالتالي لم يعد العلم يستخدم ، وتم استبداله بالمعيار الشخصي لأدولف هتلر (انظر أعلاه). |
|       | 1944-1945 | علم لرئيس هيئة الأركان العامة          | تم تقديم العلم في 1 سبتمبر 1944 واستخدم حتى وقت قصير قبل نهاية الحرب. نظرًا لأن منصب رئيس الأركان العامة للجيش كان هاينز جودريان خلال هذه الفترة ، فقد ارتبط العلم به بشكل أساسي.                |
|       | 1941-1945 | شعارات السيارة لجنرالفيلد مارسيلس لهير | تم تقديم العلم في 23 أبريل 1941. كانت مربعة وطولها 30 سم. |
|       | 1941-1945 | شعارات السيارة لجنرالات هير            | تم تقديم الراية في 23 أبريل 1941. كان الطول 35 سم وارتفاع 23 سم. |
|       | 1941-1945 | شعارات السيارة لبقية أعضاء هير         | تم تقديم الراية في 23 أبريل 1941. كان الطول 30 سم وارتفاع 20 سم. |
|       | 1941-1945 | علم القيادة للقائد العام لمجموعة جيش   | |
|       | 1933-1945 | علم القيادة للقائد العام لقيادة الجيش  | حتى عام 1941، كان يسمى "علم أركان الكوماندوز في الجيش". |
|       | 1941-1945 | علامة القيادة لقائد مجموعة الدبابات    | |
|       | 1933-1945 | علم القيادة للقائد العام لسلاح الجيش   | حتى عام 1941 ، كان يتسمى "علم أركان القيادة العامة". |
|       | 1933-1945 | علم القيادة لقائد الفرقة               | حتى عام 1941، كان يسمى "علم موظفي القسم". |

## الأدب
- Davis، Brian Leigh (1984). Flags & standards of the Third Reich: Army, navy, & air force, 1933-1945. Arco Pub. ISBN:978-0668036207.
- Oberkommando der Kriegsmarine (1992). Das große Flaggenbuch (بالألمانية). Mauritius Buch Verlag. ISBN:978-3980334204.